# Karl-Heinz Marsell
Karl-Heinz Marsell (né le 1er août 1936 à Dortmund et mort le 23 septembre 1996 à Dortmund) est un coureur cycliste allemand. Professionnel de 1955 à 1966, il a été principalement actif en demi-fond. Il en a notamment été champion du monde en 1961. Il a également remporté trois fois le championnat d'Europe et le championnat d'Allemagne de demi-fond.

## Palmarès

### Championnats du monde
- Zurich 1961
  -  Champion du monde de demi-fond
- Paris 1964
  -  Médaillé de bronze du demi-fond

#### Championnats d'Europe
- 1955
  -  Champion d'Europe de demi-fond
- 1957
  -  Champion d'Europe de demi-fond
- 1959
  -  Champion d'Europe de demi-fond
- 1961
  -  Médaillé de bronze du championnat d'Europe de demi-fond
- 1963
  -  Médaillé d'argent du championnat d'Europe de demi-fond

### Championnats nationaux
- Champion d'Allemagne de demi-fond en 1960, 1961, 1963